# Furczak
Furczak, furczek łopatkosterny (Ocreatus underwoodii) – gatunek małego ptaka z rodziny kolibrowatych (Trochilidae), podrodziny paziaków. Występuje w zachodniej części Ameryki Południowej.

## Taksonomia
Gatunek po raz pierwszy opisał René-Primevere Lesson w roku 1832, w dziele Les trochilidées, ou Les colibris et les oiseaux-mouches pod nazwą Ornismya underwoodii. Oryginalna nazwa rodzajowa Ornismya pochodzi od greckich słów ornis (ptak) oraz muia (lot, latać), zaś obecna Ocreatus oznacza z łaciny „noszący buty”, co odnosi się do białych piór na skoku. Nazwa gatunkowa odnosi się do niewymienionego przez Lessona z imienia p. Underwooda, który wykonał dla niego rysunek przedstawiający furczaka.
W tradycyjnym ujęciu systematycznym furczak jest jedynym przedstawicielem rodzaju Ocreatus; w nowszym, stosowanym m.in. przez Międzynarodowy Komitet Ornitologiczny (IOC), takson ten został podzielony na trzy osobne gatunki: Ocreatus underwoodii, Ocreatus peruanus i Ocreatus addae.

## Podgatunki i zasięg występowania
W tradycyjnym ujęciu systematycznym wyróżnia się następujące podgatunki:
- O. u. polystictus Todd, 1942 – północna Wenezuela
- O. u. discifer (Heine, 1863) – północno-wschodnia Kolumbia i północno-zachodnia Wenezuela
- furczak długopióry, O. u. underwoodii (Lesson, 1832) – wschodnia Kolumbia
- O. u. incommodus (Kleinschmidt, O, 1943) – zachodnia i centralna Kolumbia
- O. u. melanantherus (Jardine, 1851) – centralny i zachodni Ekwador
- furczak rdzawopióry, O. u. peruanus (Gould, 1849) – wschodni Ekwador i północno-wschodnie Peru
- furczak peruwiański, O. u. annae (Berlepsch & Stolzmann, 1894) – centralne i południowe Peru
- furczak krótkopióry, O. u. addae (Bourcier, 1846) – Boliwia

Międzynarodowy Komitet Ornitologiczny (IOC) uznaje furczaka rdzawopiórego za osobny gatunek (Ocreatus peruanus), zaś podgatunki annae i addae wyodrębnia do osobnego gatunku o nazwie Ocreatus addae.

## Habitat
Zamieszkuje wilgotne górskie lasy, przeważnie na wysokości 850–3000 m n.p.m.

## Morfologia

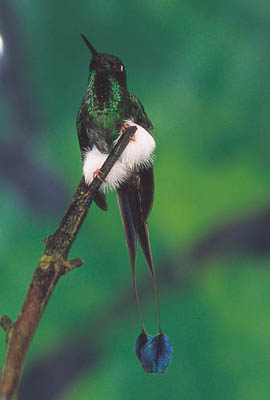
Dobrze widoczny biało upierzony skok. Zdjęcie wykonane w Bellavista Cloud Forest Reserve

Występuje wyraźny dymorfizm płciowy. Długość ciała samca wraz z wydłużonymi zewnętrznymi sterówkami wynosi 12–15 cm, natomiast samicy 7,5–9 cm. Masa ciała waha się między 2,5–3,1 grama. Dziób mierzy 13 mm, skrzydło 4,5 cm, ogon samca z wydłużonymi sterówkami około 8,6 cm, zaś ogon samicy około 3,5 cm. U samca głowa, grzbiet, kuper i pokrywy nadogonowe zielonobrązowawe. Na wierzchu głowy i ciała występuje zielona opalizacja, natomiast na bokach głowy i brzucha – złota. Za okiem biała plamka. Gardło z jasnozielonym połyskiem. Brzuch wzdłuż grzebienia mostka szarawy. Lotki brunatnobrązowe, słabo granatowo opalizują. Skok porastają białe pióra, niekiedy z drobnymi, czarnymi plamkami. Ogon bardzo charakterystyczny – dwie zewnętrzne sterówki wydłużone, z nagą stosiną w środku, na końcu przypominające niekształtną elipsę (stąd angielska nazwa Booted Racquet-tail). Początkowe sterówki opalizują szaroniebiesko, dwie zewnętrzne granatowo do turkusowego. Pokrywy nadogonowe oraz skrzydłowe cechuje złotopomarańczowy połysk. Samica ubarwiona mniej intensywnie. Posiada białe gardło i pierś, brzuch białawy, zielono plamkowany. Nie wykazuje równie intensywnej co samce opalizacji. U obu płci dziób ciemnoszary, nogi różowe.

## Pożywienie
Żywi się nektarem z kwiatów, również drzew i krzewów. Preferuje kwiaty ze słodkim nektarem, o jasnej barwie, często czerwonej lub w kształcie tubki. Do wydobywania nektaru używa długiego języka. Oprócz tego łapie małe pająki i owady, szczególnie w okresie lęgowym. Odwiedza karmniki z posłodzoną wodą.

## Lęgi
Samce są terytorialne. Zaloty podzielić można na trzy etapy. W pierwszym samiec zawisa w powietrzu nad samicą, eksponując białe pióra skoku, które trzyma blisko brody. Trzymając się w odległości 5–10 cm przed samicą, powtarza tę czynność 8–10 razy. Nie wydaje wtedy żadnych odgłosów, jednak słyszalne są uderzenia skrzydeł. W drugim etapie samiec, zawisając w powietrzu, ustawia wydłużone sterówki pod kątem około 90° w górę, nadal eksponując białe upierzenie skoku. W trzecim etapie, nadal zawisając, szybko porusza ogonem w górę i w dół, wydając odgłos podobny do trzasku bicza. Towarzyszą temu wysokie dźwięki wydawane przez samicę. Przykuca ona lekko na żerdce, co dla samca oznacza zezwolenie na kopulację. Opada on wolnym lotem na samicę i ląduje na jej grzbiet na 3–5 sekund celem kopulacji. W trakcie zalotów samica nie rusza się z wyjątkiem głowy, gdyż śledzi lot samca. Podobne zaloty występują u białosterka zielonego (Urosticte benjamini).
Gniazdo zbudowane przez samicę składa się ze splecionych włókien roślinnych oraz mchu, który maskuje gniazdo. Mieści się ono na niskiej gałęzi. Wyściółkę stanowią miękkie części roślin, włosy oraz puch. Konstrukcję wzmacnia pajęcza sieć. Zapobiega to rozrywaniu się gniazda w trakcie wzrostu piskląt. W lęgu zazwyczaj dwa białe jaja. Inkubacja trwa 16–17 dni. W trakcie inkubacji samiec dostarcza samicy pokarm oraz broni terytorium i kwiatów, z których czerpie nektar. Pisklęta są gniazdownikami, wykluwają się całkowicie nagie, ślepe i niezdolne do ruchu. Po około 12 dniach samica przestaje spać z nimi w gnieździe, ze względu na jego małe rozmiary. Młode są w pełni opierzone po 19–22 dniach. Długość pokolenia wynosi średnio 2,01 roku.

## Status
W Czerwonej księdze gatunków zagrożonych IUCN furczak jest klasyfikowany jako gatunek najmniejszej troski (LC – Least Concern). Liczebność populacji nie została oszacowana, ale ptak ten opisywany jest jako dość pospolity. BirdLife International ocenia trend liczebności populacji jako spadkowy ze względu na utratę siedlisk leśnych.